# St-Pierre-St-Paul (Thal-Marmoutier)

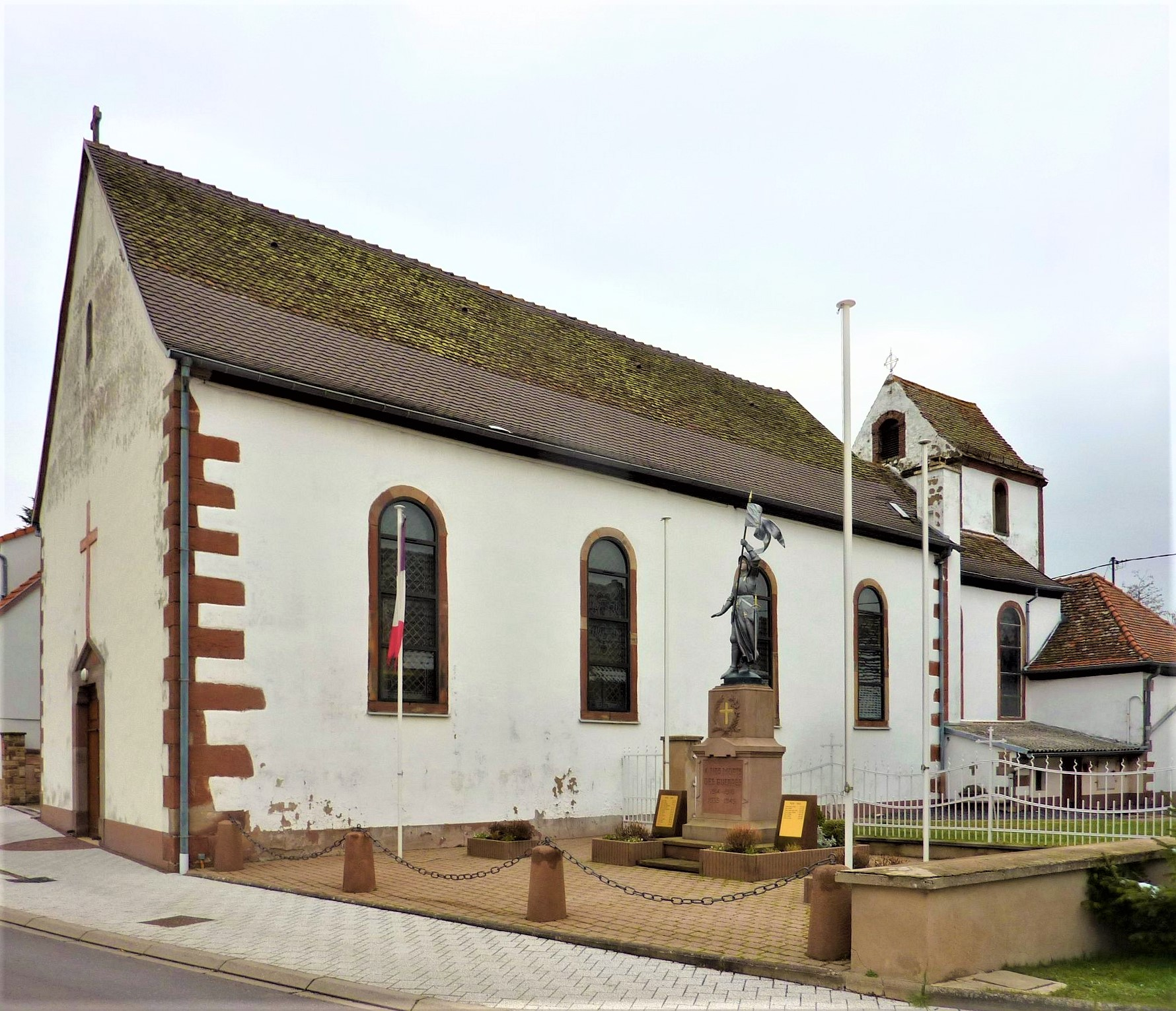
Saint-Pierre et Saint-Paul, Thal-Marmoutier

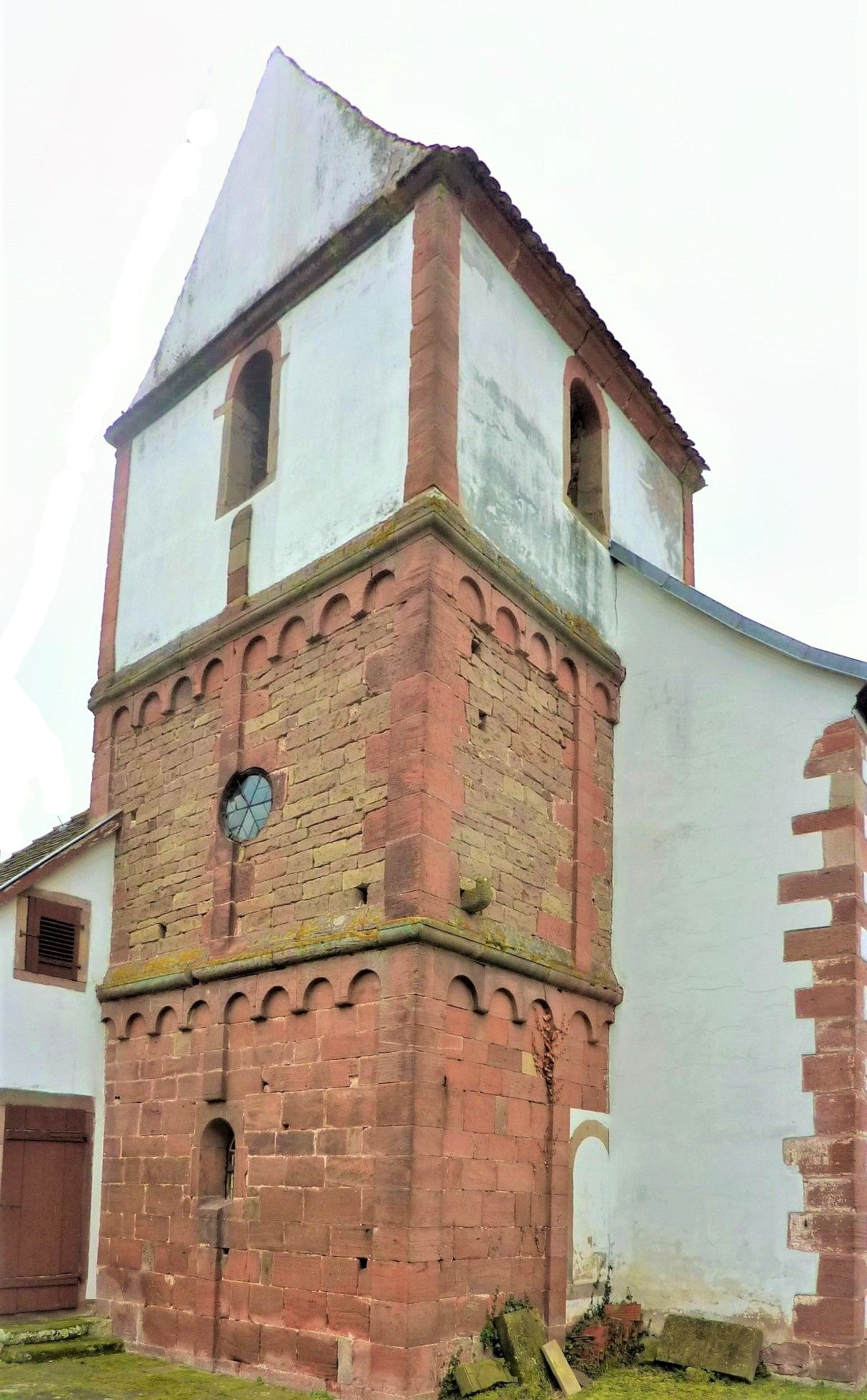
Romanischer Chorturm

St-Pierre-St-Paul (St. Peter und Paul) ist eine römisch-katholische Kirche in Thal-Marmoutier (Département Bas-Rhin) in Frankreich. Die Kirche ist in das Inventar des französischen Kulturerbes eingetragen.

## Geschichte
Die den heiligen Peter und Paul geweihte Kirche geht zurück auf einen romanischen Bau aus der zweiten Hälfte des 12. Jahrhunderts, dessen Chorturm erhalten ist. Die reiche Lisenen- und Bogenfriesgliederung des Turmes ist dem Chorturm von Reutenbourg verwandt. Die Sakristei trägt das Datum 1762, das klassizistische Kirchenschiff wurde 1836 neu errichtet. Zu dieser Zeit wurde wohl auch der romanische Turm erhöht.

## Orgel
Auf der Empore im hinteren Teil der Kirche steht eine Orgel aus dem Jahr 1865, die von den Orgelbauern Stiehr und Mockers gebaut wurde. Zuletzt wurde sie 2005 von Alfred Kern & fils überholt und gereinigt. Das ursprünglich einmanualige Instrument verfügt heute über 15 Register auf zwei Manualen und Pedal.